# Баглей, Гавриил Николаевич
Гавриил Николаевич Баглей (1887, Екатеринослав — 1920) — рабочий-железнодорожник, активный участник борьбы за власть Советов на Украине. 

## Биография
Родился в 1887 году в Екатеринославе в семье рабочих. Член РСДРП с 1912 года. В 1912—1916 годах вёл нелегальную партийную работу среди рабочих Екатеринослава.
В 1917 году — член исполкома Екатерининской железной дороги, в 1918 году — председатель военно-революционного штаба этой дороги.
В 1919 году — председатель военно-революционного комитета, а с июня 1919 года — комиссар Юго-Западной железной дороги.
Умер от сыпного тифа в 1920 году.

## Память
- В 1923 году по решению Екатеринославского губкома КП(б)У станция Запорожье-Каменское Приднепровской железной дороги была переименована в станцию Баглей (в 2016 году в связи с декоммунизацией название станции Запорожье-Каменское было восстановлено).
- Указом Президиума Верховного Совета УССР от 9 октября 1945 года именем Г. Н. Баглея был назван район города Днепродзержинска (с 2016 года — Пивденный район), также была названа улица.
- Именем Г. Н. Баглея была названа улица в Днепропетровске.